# Club Social y Deportivo Municipal
Pour les articles homonymes, voir CSD.
Maillots
Actualités
Dernière mise à jour : 17 mai 2023.
Le Club Social y Deportivo Municipal (CSD Municipal) est un club de football guatémaltèque basé à Guatemala.

## Palmarès
- Championnat du Guatemala (31)
  - Champion : 1943, 1948, 1951, 1955, 1964, 1966, 1970, 1973, 1974, 1976, 1987, 1988, 1989, 1992, 1994, 2000 (C), 2000 (A), 2001 (A), 2002 (C), 2003 (A), 2004 (A), 2005 (C), 2005 (A), 2006 (C), 2006 (A), 2008 (C), 2009 (A), 2010 (C), 2011 (A), 2017 (C), 2019 (A)
- Copa Interclubes UNCAF (4)
  - Vainqueur : 1974, 1977, 2001, 2004
  - Finaliste : 1998
- Coupe des champions de la CONCACAF (1)
  - Vainqueur : 1974
  -  Finaliste : 1995